# Pierre Le Lorrain de Vallemont
Pierre Le Lorrain, plus connu sous le nom d'abbé de Vallemont, physicien, numismate et littérateur français, était né le 10 septembre 1649, à Pont-Audemer d'une famille honorable.

## Biographie
Ayant embrassé l'état ecclésiastique, il se fit recevoir docteur en théologie et vint habiter Rouen, où il paraît que son caractère vif et inquiet le brouilla bientôt avec tous ses confrères. Il se rendit alors à Paris et se chargea de l'éducation du fils de M. Poilart, conseiller au parlement, et ensuite de celui du marquis de Dangeau. Il suivit son nouvel élève à Versailles, et il nous apprend lui-même qu'il y demeura dix ans.
Dans les loisirs que lui laissait sa place, il lisait tous les ouvrages qui paraissaient sur les sciences, ou se promenait dans les jardins du château, examinant avec beaucoup de curiosité les pratiques des jardiniers. Ayant pris l'habitude de faire des extraits de ses lectures et de tenir note de toutes ses observations, il se crut un habile physicien et un grand cultivateur parce qu'il trouvait dans ses cahiers des réponses à toutes les questions qui se présentaient ; devint antiquaire en fréquentant le cabinet du roi, à peu près comme il était devenu cultivateur en se promenant dans ses jardins.
L'explication qu'il publia d'une médaille de Gallien, dont l'inscription embarrassait les plus savants numismates, l'engagea dans une querelle assez vive avec Beaudelot d'Airval et Galland. Quelque temps après, ayant acquis une médaille ou plutôt un médaillon en argent d'Alexandre le Grand, il s'empressa de faire parade de sa découverte, mais Baudelot lui soutint que le coin de cette pièce était moderne, et la plupart des antiquaires se rangèrent à son avis.
L'abbé de Vallemont, en quittant Versailles, fut attaché comme professeur au collège du cardinal Lemoine. Il y rassembla dans sa chambre des machines, des objets d'histoire naturelle, des médailles et il eut le plaisir de voir son cabinet visité par les curieux et par les étrangers de distinction. Il se retira, sur la fin de sa vie, à Pont-Audemer, où il mourut le 30 décembre 1721, à l'âge de 72 ans.

## Publications
Outre quelques ouvrages de controverse, dont on trouvera les titres dans le
Dictionnaire de Moréri, édition de 1759, on a de lui :
1. Description de l'aimant qui s'est formé à la pointe du clocher neuf de Chartres, avec plusieurs expériences curieuses sur l'aimant et sur d'autres matières de physique, Paris-, 1692, in-12. La Hire s'était occupé déjà d'expliquer ce phénomène ; mais Franklin a découvert le premier que le fluide électrique donne au fer les propriétés de l'aimant.
2. La Physique occulte, ou Traité de la baguette divinatoire et de son utilité pour la découverte des sources d'eau des minières des trésors cachés, des voleurs et des meurtriers fugitifs, etc., ibid., 1693, in-12, figures ; Amsterdam, 1696, Paris, 1709 ; la Haye, 1722, 2 vol. in-12 ;
3. Eléments de l'histoire, ou ce qu'il faut savoir de chronologie, de géographie, de blason, etc., avant que de lire l'histoire particulière, Paris, 1696, 2 tomes in-12 ; ouvrage utile et souvent réimprimé avec des additions. L'édition de 1729, 4 vol. in-12, a été revue par l'abbé le Clerc. La plus complète est celle de Paris, 1758, 5 vol. in-12.
4. Nouvelle explication d'une médaille d'or du cabinet du roi, sur laquelle on voit la tête de l'empereur Gallien, avec cette légende : GALLIANE AUGUSTAE, ibid, 1698, in-l12. Cette première lettre fut suivie d'une deuxième (Paris, 1699) dans laquelle l'abbé de Vallemont répond aux objections de Baudelot et de Galland. Elles ont été traduites en italien dans la Galleria di Minerva, tome 4, 2e partie, p. 17-29, et en latin, par Chr. Woltereck, dans les Electœ rei numariœ, p. 168-79. L'explication donnée par Vallemont est la plus plausible ; et la plupart des numismates modernes l'ont adoptée.
5. La Sphère du monde, selon l'hypothèse de Copernic, démontrée et comparée au système de Copernic et de Tycho Brahe, ibid., 1701 ou 1707, in-12, figures ;
6. Dissertation sur une médaille singulière d'Alexandre le Grand, par laquelle on justifie l'histoire de Quinte-Curce, ibid., 1703, in-12. Baudelot réfuta le système de Vallemont dans trois lettres à M. le marquis de Dangeau sur une prétendue médaille d'Alexandre. Vallemont lui répliqua par Réponse à M. Baudelot, où se trouve détruit tout ce qu'il a avancé contre l'antiquité, de la médaille d'Alexandre le Grand, Trévoux, 1706, in-12 ;
7. Curiosités de la nature et de l'art par la végétation, ou l'Agriculture et le jardinage dans leur perfection, Paris, 1705 xxvii + 708 p ; nouvelle édition, corrigée et augmentée, 1711, 2 vol. in-12 ; réimprimés en 1733. Parmi beaucoup d'erreurs, on y trouve quelques observations utiles. La seconde partie contient le catalogue des légumes et des fruits cultivés alors à Versailles dans les jardins du roi, un Calendrier du jardinier, etc.
8. Suite des médailles impériales, où l'on voit les empereurs, les impératrices et leurs proches parents, ibid., 1706, in-12 ;
9. Du secret des mystères, ou l'Apologie de la rubrique des missels, ibid., 1710, in-12, parties. C'est une réfutation de l'ouvrage de Dom Claude de Vert. Julien Baudoin, chanoine de Laval, en prit la défense dans un écrit intitulé Apologie des cérémonies de l'Église, dans laquelle on fait voir, par la tradition constante et uniforme de toute l'Église, l'usage de célébrer les saints mystères d'une voix intelligible, etc., Bruxelles (Paris), 1712, in-12 ;
10. Eloge de Sébastien le Clerc, dessinateur et graveur du cabinet du roi, ibid., 1715, in-12.

Vallemont est éditeur du Voyage du tour de la France, fait en 1703 et par H. de Rouvière, apothicaire du roi, Paris, 1713, in-12. On a son portrait gravé in-8°.